# 前谷村 (新潟県)
前谷村（まえたにむら）は、かつて新潟県南蒲原郡にあった村。

## 沿革
- 1889年（明治22年）4月1日 - 町村制の施行により、南蒲原郡森町村、田屋村、江口村、島川原村、南中村、飯田村及び鹿峠村の区域をもって、南蒲原郡前谷村が発足する。
- 1901年（明治34年）11月1日 -  南蒲原郡前谷村が分割して、南蒲原郡四ツ沢村、本下田村及び前谷村の区域の内、大字森町及び田屋の区域が合併して、南蒲原郡森町村が発足する。南蒲原郡外谷村及び前谷村の区域の内、大字江口、島川原、南中、飯田及び鹿峠の区域が合併して、南蒲原郡鹿峠村が発足する。